# Enric Vendrell i Duran
Enric Vendrell i Duran (la Pobla de Granadella, ara Bellaguarda, Garrigues, 7 d'agost de 1926 - Tarragona, 9 de setembre de 2012) fou un advocat i polític català.

## Biografia
Llicenciat en dret a la Universitat de Barcelona en 1948, ha exercit molts anys com a advocat i ha estat membre de la junta d'Òmnium Cultural des de 1976. Es va afiliar a Unió Democràtica de Catalunya. Ha estat President del Tribunal Tutelar de Menors de Tarragona de 1961 al 1987, director general de Justícia i Dret (1980-1981) i director general de Protecció de Menors i Tutela de Menors de la Generalitat de Catalunya (1981-1984).
A les eleccions generals espanyoles de 1977 fou candidat al Senat per UDC, però no fou escollit. Fou diputat per CiU a les eleccions al Parlament de Catalunya de 1984 i 1988, i senador designat per la Comunitat autònoma de 1984 a 1992. Ha estat secretari de la Comissió d'Investigació sobre els Maltractaments Infligits als Menors i vicepresident de la Comissió d'Investigació sobre la Seguretat dels Habitants de Tarragona i Rodalia (1987-1988).